# جزیره اسنشن
جزیره اسنشن (به انگلیسی: Ascension Island) یا جزیره معراج (اشاره به روز کشف این جزیره در جشن معراج عیسی مسیح توسط پرتغالی‌ها) نام جزیره‌ای آتشفشانی است که در اقیانوس اطلس جنوبی و بین آمریکای جنوبی و آفریقا قرار دارد. این جزیره جزء سرزمین‌های فرادریایی بریتانیا است و ۱۶۰۰ کیلومتر تا ساحل آفریقا و ۲۳۰۰ کیلومتر از ساحل آمریکای جنوبی فاصله دارد.
در طول جنگ جهانی دوم، این جزیره، ایستگاه مهم دریایی و هوایی بود، به ویژه پایگاه‌های نبرد جنگ ضد زیردریایی را در اقیانوس اطلس فراهم می‌کرد. این جزیره توسط دریاسالار انگلیس از ۲۲ اکتبر ۱۸۱۵ تا ۱۹۲۲ تبدیل به پادگان شده بود.
جزیره اسنشن میزبان یکی از چهار آنتن زمینی است که به کار سیستم ناوبری سیستم موقعیت‌یابی جهانی (GPS) کمک می‌کنند (سه آنتن دیگر در جزیره کوآجالین، دیگو گارسیا و کیپ کاناورال هستند). همچنین ناسا برای ردیابی بقایای ماهواره‌ها، که احتمالاً برای فضاپیماها و فضانوردان عملیاتی خطرناک هستند، در این جزیره از تلسکوپ مستقل (MCAT) استفاده می‌کند.

## کشف جزیره
در سال ۱۵۰۱ میلادی، ناو دریایی پرتغالی João da Nova در روز جشن عروج (که در ۲۱ مه همان سال سقوط کرد) این جزیره را مشاهده کرد و پس از آن این جزیره را Ilha da Ascensão نامید.در آن زمان جزیره خشک و بایر بود. به همین دلیل جذابیت کمی برای کشتی‌های عبوری داشت و به همین دلیل این جزیره هیچوقت توسط کشور پرتغال مورد ادعای مالکیت قرار نگرفت. در این جزیره دریانوردان می‌توانستند پرندگان دریایی بیشمار و لاک پشت‌های عظیم ماده را که تخم‌های خود را در سواحل شنی می‌گذاشتند شکار کنند.
در فوریه ۱۷۰۱، اچ‌ام‌اس روبوک (۱۶۹۰)، به فرماندهی ویلیام دامپیر، در محل لنگر انداختن مشترک در خلیج کلارنس در شمال غربی جزیره غرق شد. شصت خدمه مرد به مدت دو ماه در این جزیره زنده ماندند تا اینکه نجات یافتند. آنها پس از چند روز چشمه کوچک آب شیرین را در فضای داخلی جزیره (پایین کوه)، در محلی که اکنون دره Breakneck نامیده می‌شود، یافته بودند.
موقعیت جزیره آن را به یک نقطه توقف مناسب برای کشتی‌ها و ارتباطات تبدیل کرده است. نیروی دریایی سلطنتی از این جزیره به عنوان ایستگاه تأمین نیرو برای کشتی‌ها، به ویژه کشتی‌های اسکادران غرب آفریقا که علیه تجارت برده کار می‌کردند، استفاده می‌کرد. یک پادگان نیروی دریایی سلطنتی از سال ۱۸۲۳ میلادی در اسنشن مستقر شد و سرهنگ ادوارد نیکولز اولین فرمانده آن بود.

## گیاهشناسی

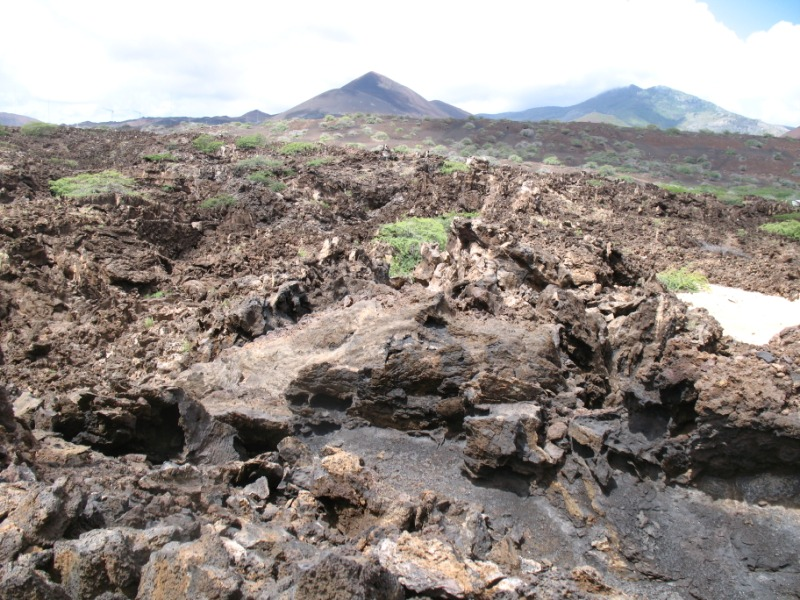
مزارع گدازه در جزیره معراج

در سال ۱۸۳۶ میلادی کشتی اچ‌ام‌اس بیگل در سفر دوم خود که چارلز داروین زیست‌شناس بریتانیایی به جهت انجام تحقیقات علمی مسافر آن بود و ناخدای کشتی در آن سفر ستوان رابرت فیتزروی بود به جزیره اسنشن رفتند. چارلز داروین آن جزیره را به عنوان یک «جزیره خشک و بی‌درخت» توصیف کرد که در ساحل آن چیزی رشد نمی‌کند.
در سال ۱۸۴۳ میلادی، جوزف دالتون هوکر، گیاه‌شناس و کاوشگر از این جزیره بازدید کرد. چهار سال بعد، هوکر، با تشویق بسیار داروین، به نیروی دریایی سلطنتی توصیه کرد که با کمک باغ‌های گیاه‌شناسی پادشاهی، کیو، باید یک برنامه بلند مدت برای حمل درختان به جزیره ایجاد کنند. فرضیه او به این شرح بود که درختان کاشته شده در کوه، باران بیشتری می‌گیرند و خاک را بهبود می‌بخشند و جزیره با پوشش گیاهی مناسب تبدیل می‌شود؛ بنابراین، از سال ۱۸۵۰ میلادی و هر ساله کشتی‌ها با مجموعه ای از گیاهان مختلف که از آرژانتین، اروپا و آفریقای جنوبی جمع‌آوری شده بودن به جزیره منتقل و کاشته می‌شدند. در اواخر دهه ۱۸۷۰ میلادی، تلاش‌های هوکر نتیجه بخش بود و درختان کاج مطبق، اکالیپتوس، بامبو و موز در بالاترین نقطه جزیره، به وفور رشد کردند و یک جنگل ابر گرمسیری تشکیل دادند.

## آب و هوا
| داده‌های اقلیم Georgetown          | داده‌های اقلیم Georgetown | داده‌های اقلیم Georgetown | داده‌های اقلیم Georgetown | داده‌های اقلیم Georgetown | داده‌های اقلیم Georgetown | داده‌های اقلیم Georgetown | داده‌های اقلیم Georgetown | داده‌های اقلیم Georgetown | داده‌های اقلیم Georgetown | داده‌های اقلیم Georgetown | داده‌های اقلیم Georgetown | داده‌های اقلیم Georgetown | داده‌های اقلیم Georgetown |
| ماه                               | ژانویه                   | فوریه                    | مارس                     | آوریل                    | مه                       | ژوئن                     | ژوئیه                    | اوت                      | سپتامبر                  | اکتبر                    | نوامبر                   | دسامبر                   | سال                      |
| --------------------------------- | ------------------------ | ------------------------ | ------------------------ | ------------------------ | ------------------------ | ------------------------ | ------------------------ | ------------------------ | ------------------------ | ------------------------ | ------------------------ | ------------------------ | ------------------------ |
| میانگین بیش‌ترین °C (°F)           | ۳۰ (۸۶)                  | ۳۱ (۸۸)                  | ۳۱ (۸۸)                  | ۳۱ (۸۸)                  | ۳۱ (۸۸)                  | ۳۰ (۸۶)                  | ۲۹ (۸۴)                  | ۲۸ (۸۲)                  | ۲۸ (۸۲)                  | ۲۸ (۸۲)                  | ۲۸ (۸۲)                  | ۲۹ (۸۴)                  | ۲۹٫۵ (۸۵)                |
| میانگین کم‌ترین °C (°F)            | ۲۳ (۷۳)                  | ۲۳ (۷۳)                  | ۲۴ (۷۵)                  | ۲۴ (۷۵)                  | ۲۴ (۷۵)                  | ۲۳ (۷۳)                  | ۲۲ (۷۲)                  | ۲۲ (۷۲)                  | ۲۲ (۷۲)                  | ۲۲ (۷۲)                  | ۲۲ (۷۲)                  | ۲۲ (۷۲)                  | ۲۲٫۸ (۷۳)                |
| بارندگی میلی‌متر (اینچ)            | ۴ (۰٫۱۶)                 | ۱۰ (۰٫۳۹)                | ۱۸ (۰٫۷۱)                | ۳۳ (۱٫۳)                 | ۱۶ (۰٫۶۳)                | ۱۵ (۰٫۵۹)                | ۱۲ (۰٫۴۷)                | ۱۱ (۰٫۴۳)                | ۸ (۰٫۳۱)                 | ۷ (۰٫۲۸)                 | ۴ (۰٫۱۶)                 | ۴ (۰٫۱۶)                 | ۱۴۲ (۵٫۵۹)               |
| میانگین روزهای بارانی             | ۲                        | ۲                        | ۳                        | ۴                        | ۳                        | ۳                        | ۳                        | ۳                        | ۲                        | ۳                        | ۱                        | ۱                        | ۳۰                       |
| درصد رطوبت                        | ۷۰                       | ۶۹                       | ۶۹                       | ۶۹                       | ۶۸                       | ۶۸                       | ۶۷                       | ۶۸                       | ۶۹                       | ۶۹                       | ۶۹                       | ۶۹                       | ۶۸٫۷                     |
| میانگین روزانه ساعت‌های تابش آفتاب | ۲۲۹٫۴                    | ۲۲۱٫۲                    | ۲۷۵٫۹                    | ۲۶۷٫۰                    | ۲۶۳٫۵                    | ۲۶۱٫۰                    | ۲۳۸٫۷                    | ۲۱۷٫۰                    | ۱۶۵٫۰                    | ۱۶۱٫۲                    | ۱۵۹٫۰                    | ۱۹۸٫۴                    | ۲٬۶۵۷٫۳                  |
| منبع: Climate and Temperature.    |                          |                          |                          |                          |                          |                          |                          |                          |                          |                          |                          |                          |                          |